# Джордан Томпсон
Джордан Алан Томпсон (англ. Jordan Alan Thompson, нар. 20 квітня 1994, Сідней, Австралія) — австралійський професійний тенісист; переможець одного турніру ATP в парному розряді.

## Кар'єра
Першої перемоги на турнірах серії «ф'ючерс» Томпсон досяг в липні 2013 року. У січні 2014 він дебютував на турнірах серії Великого шлему, зігравши на Відкритому чемпіонату Австралії, куди Джордан потрапив через спеціальне запрошення. У першому раунді він виграв два перші сети у Єжи Яновича, але в підсумку примудрився програти в п'яти сетах. У 2015 році Томпсон виграв перший свій титул з серії «челленджер» в парному розряді на змаганнях в Кіото.

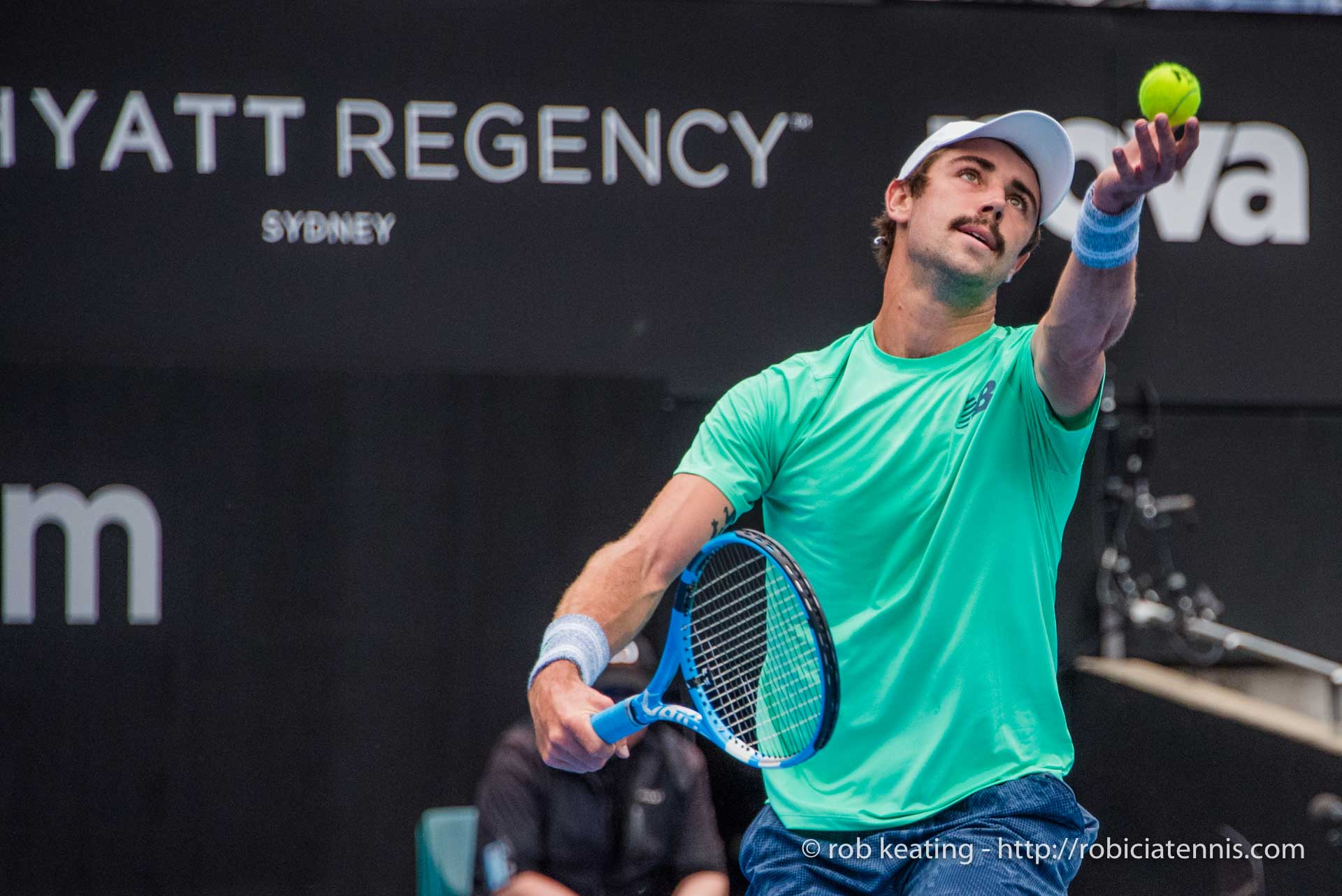
Джордан Томпсон на Sydney International ATP 2019.

У лютому 2016 року він виграв дебютний «челленджер» і в одиночному розряді, взявши його в Шербур-Октевілі. Після перемоги навесні того ж року на «челленджері» в Аньїні австралієць зміг вперше піднятися в Топ-100 світового одиночного рейтингу. На Відкритому чемпіонаті Франції він пройшов до другого раунду, де зіграв важкий п'ятисетовий матч проти Іво Карловича. Їх протистояння тривало 4 з половиною години і закінчилося з рахунком 7-6 (2), 3-6, 6-7 (3), 7-6 (4), 10-12 на користь хорватського тенісиста. У серпні Томпсон виступив на першій в своїй кар'єрі Олімпіаді, яка проводилася в Ріо-де-Жанейро. Уже на старті олімпійського турніру він програв британцеві Кайлу Едмунду. У жовтні він виграв ще два «челленджера» в Хошиміні і Траралгоні і за підсумками сезону посів 79-у сходинку в рейтингу.
На старті сезону 2017 року Томпсон зміг виграти дебютний титул в Світовому турі АТП. Домігся він цього в парному розряді на турнірі в Брісбені, зігравши в одній команді з Танасі Коккінакісом. На цьому ж турнірі Джордан зміг вийти до чвертьфіналу одиночних змагань. На Відкритому чемпіонаті Австралії він пройшов до другого раунду, поступившись там № 8 в світі Домініку Тіму. У лютому він дебютував за збірну Австралії в Кубку Девіса і, зігравши в трьох раундах, допоміг своїй команді дійти до півфіналу турніру. У червні на трав'яному турнірі в Лондоні Томпсон підніс сенсацію, обігравши в першому раунді першу ракетку світу на той момент Енді Маррея — 7-6 (4), 6-2. На Відкритому чемпіонаті США він зміг обіграти в першому раунді № 16 в світі Джека Сока і в підсумку дійти до другого раунду.
У лютому 2018 року Томпсон зміг перемогти на «челленджері» в Ченнаї. Всього за сезон він вісім разів грав у фіналах «Челленджер» і ще двічі домагався в них перемоги: восени на турнірах в Австралії.
У січні 2019 року Томпсон зіграв в чвертьфіналі турніру АТП в Сіднеї. У лютому він також виступив на зальному турнірі в Нью-Йорку. У березні 2019 року Джордан дійшов до 1/8 фіналу турніру серії Мастерс в Маямі, обігравши по ходу 12-ю ракетку світу Карена Хачанова і 29-ю ракетку Григора Димитрова, але програв південноафриканцю Кевіну Андерсону. У квітні він дійшов до чвертьфіналу ґрунтового турніру в Г'юстоні. На Відкритому чемпіонаті Франції Томпсон вперше вийшов до третього раунду турніру Великого шлему. У червні він зіграв свій перший одиночний фінал у Світовому турі. Сталося це на трав'яному турнірі в Гертогенбосі, де у вирішальному матчі він програв Адріану Маннаріно — 6-7 (7), 3-6.
На Відкритому чемпіонаті США 2019 року Томпсон дійшов до другого раунду, але програв Маттео Берреттіні в чотирьох сетах.

## Фінали турнірів ATP

### Одиночний розряд: 4 (1 титул, 3 поразки)
| Легенда                      |
| ---------------------------- |
| Турніри Великого шлему (0–0) |
| Тур ATP Мастерс 1000 (0–0)   |
| Тур ATP 500 (0–0)            |
| Тур ATP 250 (1–3)            |

| Фінали за покриттям |
| ------------------- |
| Тверде (1–1)        |
| Ґрунт (0–0)         |
| Трава (0–2)         |

| Фінали за умовами |
| ----------------- |
| Під небом (1–3)   |
| У залі (0–0)      |

| Результат | В-П | Дата     | Турнір                                         | Tier    | Покриття | Опонент          | Рахунок                 |
| --------- | --- | -------- | ---------------------------------------------- | ------- | -------- | ---------------- | ----------------------- |
| Поразка   | 0–1 | Чер 2019 | Rosmalen Grass Court Championships, Нідерланди | ATP 250 | Трава    | Адріан Маннаріно | 6–7(7–9), 3–6           |
| Поразка   | 0–2 | Чер 2023 | Rosmalen Grass Court Championships, Нідерланди | ATP 250 | Трава    | Таллон Ґрікспор  | 7–6(7–4), 6–7(3–7), 3–6 |
| Перемога  | 1–2 | Лют 2024 | Los Cabos Open, Мексика                        | ATP 250 | Тверде   | Каспер Рууд      | 6–3, 7–6(7–4)           |
| Поразка   | 1–3 | Лип 2024 | Atlanta Open, США                              | ATP 250 | Тверде   | Йосіхіто Нісіока | 6–4, 6–7(7–2), 2–6      |

### Парний розряд: 12 (8 титулів, 4 поразки)
| Легенда                |
| ---------------------- |
| Grand Slam (1–1)       |
| ATP Masters 1000 (1–1) |
| ATP 500 (0–0)          |
| ATP 250 (6–2)          |

| Фінали за покриттям |
| ------------------- |
| Тверде (4–3)        |
| Ґрунт (3–0)         |
| Трава (1–1)         |

| Фінали за умовами |
| ----------------- |
| Під небом (7–4)   |
| У залі (1–0)      |

| Результат | В-П | Дата     | Турнір                                       | Tier         | Покриття   | Партнер           | Опоненти                             | Рахунок                        |
| --------- | --- | -------- | -------------------------------------------- | ------------ | ---------- | ----------------- | ------------------------------------ | ------------------------------ |
| Перемога  | 1–0 | Січ 2017 | Brisbane International, Австралія            | ATP 250      | Тверде     | Танасі Коккінакіс | Жіль Мюллер Сем Кверрі               | 7–6(9–7), 6–4                  |
| Поразка   | 1–1 | Лип 2021 | Atlanta Open, США                            | ATP 250      | Тверде     | Стів Джонсон      | Рейллі Опелка Яннік Сіннер           | 4–6, 7–6(8–6), [3–10]          |
| Перемога  | 2–1 | Кві 2023 | U.S. Men's Clay Court Championships, США     | ATP 250      | Ґрунт      | Макс Перселл      | Джуліан Кеш Генрі Петтен             | 4–6, 6–4, [10–5]               |
| Поразка   | 2–2 | Лип 2023 | Atlanta Open, США                            | ATP 250      | Тверде     | Макс Перселл      | Натаніел Ламмонс Джексон Вітроу      | 6–7(3–7), 6–7(4–7)             |
| Перемога  | 3–2 | Лют 2024 | Dallas Open, США                             | ATP 250      | Тверде (i) | Макс Перселл      | Вільям Блумберґ Рінкі Хіджіката      | 6–4, 2–6, [10–8]               |
| Перемога  | 4–2 | Лют 2024 | Los Cabos Open, Мексика                      | ATP 250      | Тверде     | Макс Перселл      | Ґонсало Ескобар Олександр Недовєсов  | 7–5, 7–6(7–2)                  |
| Перемога  | 5–2 | Кві 2024 | U.S. Men's Clay Court Championships, США (2) | ATP 250      | Ґрунт      | Макс Перселл      | Вільям Блумберґ Джон Пірс (тенісист) | 7–5, 6–1                       |
| Перемога  | 6–2 | Кві 2024 | Мастерс Мадрид, Іспанія                      | Masters 1000 | Ґрунт      | Себастьян Корда   | Аріель Беар Адам Павласек            | 6–3, 7–6(9–7)                  |
| Поразка   | 6–3 | 2024     | Вімблдонський турнір, Велика Британія        | Grand Slam   | Трава      | Макс Перселл      | Гаррі Геліоваара Генрі Петтен        | 7–6(9–7), 6–7(8–10), 6–7(9–11) |
| Перемога  | 7–3 | 2024     | Відкритий чемпіонат США з тенісу, США        | Grand Slam   | Тверде     | Макс Перселл      | Кевін Кравіц Тім Пюц                 | 6–4, 7–6(7–4)                  |
| Поразка   | 7–4 | Бер 2025 | Indian Wells Open, США                       | Masters 1000 | Тверде     | Себастьян Корда   | Марсело Аревало Мате Павич           | 3–6, 4–6                       |
| Перемога  | 8–4 | Чер 2025 | Libéma Open, Нідерланди                      | ATP 250      | Трава      | Меттью Ебден      | Джуліан Кеш Ллойд Ґласспул           | 6–4, 3–6, [10–7]               |

## Особисте життя
Джордан один з двох дітей Стівена і Карен Томпсон, є сестра — Карлі. Батько — тренер з тенісу, а мати працює в сфері пенсійного забезпечення.
Почав грати в теніс у віці чотирьох років разом з батьком. Кумиром в світі тенісу називає Ллейтона Г'юїтта.
Крім тенісу захоплюється регбі, уболівальник команди «Вестс Тайгерс».